# 毒品貿易

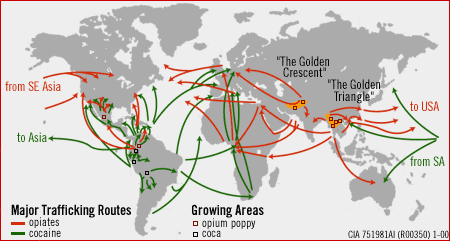
國際毒品路線圖

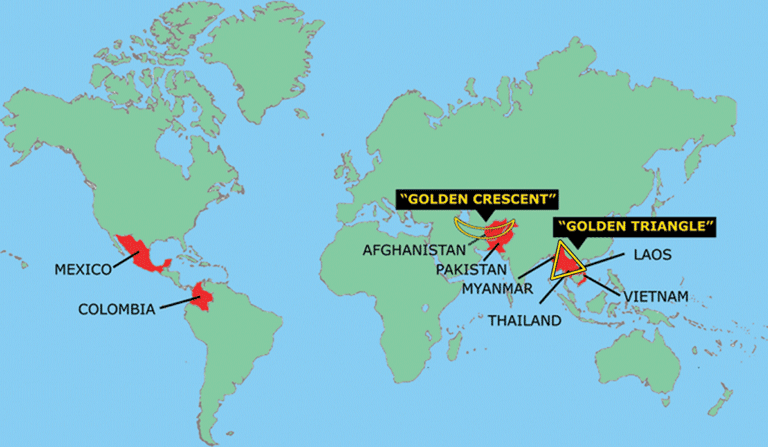
世界主要海洛因生产国（红色）

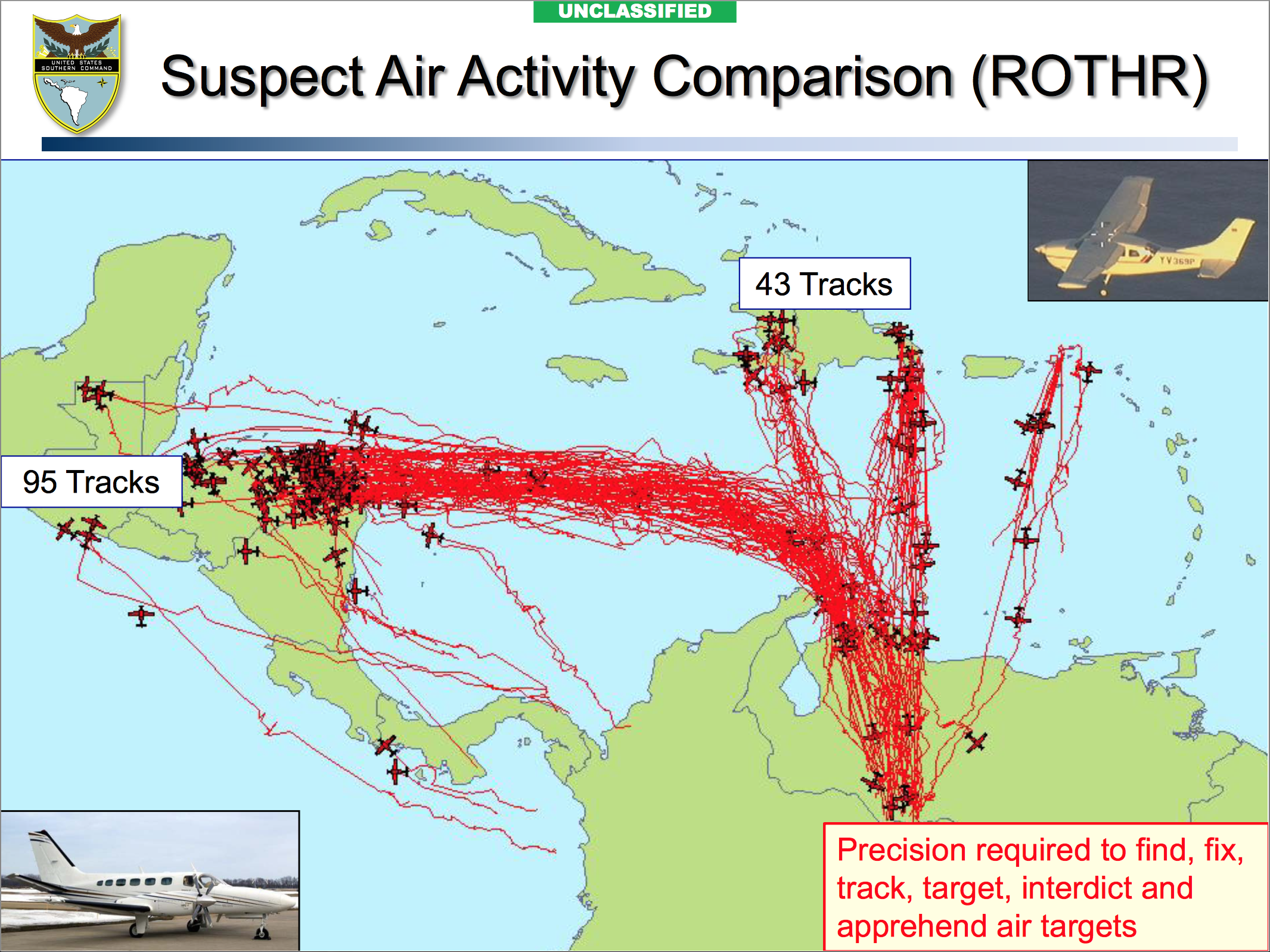
美国南方司令部监控的贩毒航线

毒品貿易，又稱作毒品販運，是一個全球性的黑市，專門種植、製造、分銷和銷售受禁止的毒品。除了在有許可證的情况下，大多数司法管辖区通过禁止毒品的法律禁止许多种类的毒品交易。
毒贩是参与非法药品交易的个人或团体，这些交易通常涉及复杂的网络，并可能与贩毒集团等规模更大的犯罪组织有关联，这些组织旨在控制毒品供应并维持高价。 
聯合國毒品和犯罪問題辦公室《2005年世界毒品報告》估計，僅2003年，全球非法藥物市場的規模就達3,216億美元。同年全球國內生產總值為36萬億美元，非法毒品貿易可能估計佔全球貿易總額的近1%。非法毒品的消費在全球很普遍，地方當局仍然很難阻止其普及。